# Greene (Nova York)
Greene és una població dels Estats Units a l'estat de Nova York. Segons el cens del 2000 tenia 1.701 habitants.

## Demografia
Segons el cens del 2000, Greene tenia 1.701 habitants, 737 habitatges, i 431 famílies. La densitat de població era de 613,8 habitants/km².
Dels 737 habitatges en un 27,1% hi vivien nens de menys de 18 anys, en un 43,8% hi vivien parelles casades, en un 11% dones solteres, i en un 41,4% no eren unitats familiars. En el 35,4% dels habitatges hi vivien persones soles el 16,8% de les quals corresponia a persones de 65 anys o més que vivien soles. El nombre mitjà de persones vivint en cada habitatge era de 2,3 i el nombre mitjà de persones que vivien en cada família era de 2,98.
Per edats la població es repartia de la següent manera: un 24% tenia menys de 18 anys, un 8,9% entre 18 i 24, un 27,4% entre 25 i 44, un 22,3% de 45 a 60 i un 17,4% 65 anys o més.
L'edat mediana era de 38 anys. Per cada 100 dones de 18 o més anys hi havia 83,5 homes.
La renda mediana per habitatge era de 30.833 $ i la renda mediana per família de 40.917 $. Els homes tenien una renda mediana de 31.688 $ mentre que les dones 22.188 $. La renda per capita de la població era de 16.608 $. Entorn del 7% de les famílies i l'11,8% de la població estaven per davall del llindar de pobresa.